# Parmènides (diàleg)
Parmènides és un dels diàlegs de Plató.

## Personatges
En el Parmènides, Antifont narra el diàleg que van mantenir en ocasió de les grans Panatenees un jove Sòcrates, Parmènides, Zenó de l'escola eleàtica, i Aristòtil. Un diàleg que Antifont va tenir ocasió d'escoltar en la seva joventut.

## Contingut
Aquest diàleg és, tal vegada, el diàleg socràtic més desafiador per la dificultat de la seva correcta interpretació. En aquest, s'exposa una seriosa crítica de la teoria de les idees de Plató, crítica que no serà rebatuda per cap dels personatges del diàleg. La dificultat consisteix a dilucidar quina d'aquestes tres interpretacions és la correcta: si aquest diàleg pretén ser realment una autocrítica de la teoria de les idees platònica, la qual cosa sembla contrariar-se amb el fet que Plató seguís parlant de les idees en les seves obres posteriors. O bé es tracta d'un exercici logicodialèctic en el qual la crítica a la doctrina de Plató és una mera excusa per a tal exercici. O bé que la crítica sigui també una excusa, però aquesta vegada per a elaborar una reexposició de la metafísica platònica.